# Paradorydium philpotti
Paradorydium philpotti är en insektsart som beskrevs av Myers 1923. Paradorydium philpotti ingår i släktet Paradorydium och familjen dvärgstritar. Inga underarter finns listade i Catalogue of Life.